# مركز مؤتمرات الحديقة الأولمبية
مركز المؤتمرات في بكين داخل الحديقة الأولمبية أنشأ المركز مؤقتا وخصيصا لأجل أولمبياد بكين 2008 وتبلغ مساحته الإجمالية 270 ألف متر مربع.